# Научное наследие Николая Вавилова
Научное наследие академика Николая Ивановича Вавилова является важной частью российской истории и науки.
Институт российской истории РАН для исследований этих материалов создал специальную «Комиссию по сохранению и разработке научного наследия академика Н. И. Вавилова».
Основным действующим лицом в этой комиссии является В. Д. Есаков, который выпустил несколько книг и написал  десятки статей, посвящённых этим материалам.

## Уничтожение архива
Академик Н. И. Вавилов к моменту своего ареста в 1940 году в личном архиве имел большое количество материалов, которые относились к вопросам научной деятельности.
Значительную часть архива занимала личная переписка учёного и заметки о путешествиях и командировках.
Этот архив хранился на работе учёного, в здании ВИР на Исаакиевской площади (Санкт-Петербург).
18 сентября начальник 6 отделения III спецотдела УНКВД Ленинградской области (ЛО), лейтенант госбезопасности В. Погосов с грифом «Совершенно секретно» постановил «произвести обыск в секретариате ВИР’а и все материалы направить в распоряжение следчасти ГЭУ НКВД СССР». Постановление было согласовано с начальником III спецотдела УНКВД ЛО, капитаном госбезопасности Ив. Полянским и утверждено заместителем начальника УНКВД ЛО, старшим майором госбезопасности С. Гоглидзе. В этот же день сотруднику Управления Государственной Безопасности УНКВД по ЛО был выдан Ордер на обыск № 11/949 в помещении секретариата ВИРа по адресу: ул. Герцена, д.44. 19 сентября по указанному адресу в соответствии со ст. ст. 175—185 УПК РСФСР сотрудниками НКВД Коростелиным и Берсеневым был произведен обыск в присутствии сотрудника УНКВД ЛО Погосова В.X. и бывшего секретаря ВИРа Сперанской Елизаветы Ивановны. Копия протокола обыска получил заместитель директора ВИРа Михайлов. 21 сентября в ходе дополнительного обыска, проводившегося сотрудником НКВД Коростелиным были изъяты две папки с личной перепиской Вавилова Н. И. (одна из них на 155 листах, другая на 166 листах). При этом в протоколе обыска особо было отмечено, что при «осмотре секретариата 19 сентября 1940 г. эти папки обнаружены не были.» Обыск проводился в присутствии заведующей секретариата ВИР Андреевой.
29 июня 1941 года следователь следственной части НКГБ СССР, лейтенант госбезопасности А. Кошелев по согласованию со следователем А. Хватом руководствуясь ст. 69 УПК РСФСР подготовил утверждённый Начальником следственной части НКГБ СССР, майором государственной безопасности Л. Шварцмананом постановление о судьбе изъятых при аресте Вавилова предметов. В соответствии с данным постановлением, в частности, были уничтожены «как не имеющие ценности»: черновые материалы Вавилова по заграничным поездкам в Абиссинию, США, Англию, Японию и другие страны (всего в 92 папках); разных фотоснимков — 114 шт.; вырезки из газет и газеты, визитные карточки, книги, брошюры и журналы; грамоты, карты, атлас; личная и служебная переписка в 9 папках; рукописи Вавилова на русском и иностранных языках (8 папок); фотография Керенского; книги Н. И. Бухарина; книга П. А. Кропоткина «Записки революционера». Среди рукописей были такие неизданные с 1937 года (когда издавать его прекратили) работы: 1000-страничная «Борьба с болезнями растений путем выведения устойчивых сортов», которую ВИР представил на соискание Сталинской премии, незаконченные «Полевые культуры СССР», «Мировые ресурсы сортов зерновых культур и их использование в селекции», «Растениеводство Кавказа», «Очаги земледелия пяти континентов», где Вавилов описал свои поездки по пятидесяти двум странам мира. А, согласно «Проспекту работ на 1940-41 год», Вавилов собирался написать 6000 страниц, среди которых 12 книг (3 на английском). Во Внутренней тюрьме НКВД подследственным выдавали бумагу и карандаш (на тот случай, если бы они захотели дать дополнительные показания), и Вавилов после первой серии допросов по его делу в одиночной камере с сентября 1940 по март 1941 года создал большую «Историю развития земледелия» («Мировые ресурсы земледелия и использование»), которую давно планировал, и в письме Берии указал, что главное внимание уделил СССР. Эта книга тоже была уничтожена.
В этом виде документы, видимо, были уничтожены, так как о них больше ничего не известно.

## Исследования В. Д. Есакова
В своих исследованиях деятельности Н. И. Вавилова историк науки В. Д. Есаков обратил внимание на то, что учёный-генетик обладал большой работоспособностью и вместе с тем умел организовать свою работу.
Весной 1921 года Вавилов переезжает в Петроград, где занимает должность руководителя Отдела прикладной ботаники; учреждение позже было преобразовано во Всесоюзный институт растениеводства.
Понимая, что высокий темп работы требует организации собственного труда, он нанял на работу опытных стенографисток, которые вели записи докладов, лекций, заседаний, к тому же они записывали всю переписку директора на русском и иностранных языках.
В результате вся деятельность велась на основе сверки с так называемыми «отпусками» писем и диктовок.
В результате в архив института за 1921—1940 годы попали все без исключения тексты писем, оригиналы которых находились в уничтоженном личном архиве учёного.
Для подтверждения этой гипотезы была проведена проверка: самая обширная и продолжительная переписка была у Вавилова с известным советским ботаником П. М. Жуковским.
Пётр Михайлович, которому показали тексты писем Н. И. Вавилова, подтвердил, что в предложенном ему варианте присутствуют все письма.
Писатель Ю. Д. Черниченко писал об этом событии:

В этот дом пришла нежданная радость. Сотрудник Института истории Академии наук В. Д. Есаков открыл уцелевшую часть архива Николая Ивановича Вавилова, а в ней — переписку Вавилова с Жуковским, и долголетнюю — с двадцать второго по самый тридцать девятый год! Те письма Петр Михайлович считал давно погибшими, но воистину — «рукописи не горят». Недавно ездил с историком в хранилище читать адресованные себе и свои страницы, вернулся возбужденным, взволнованным… — Николай Иванович писал, что из Закавказья в мировую коллекцию поступил исключительно богатый и ценный материал. Выше оценки быть не может. Значит, жизнь прожита недаром— статья «Яровой клин»
По аналогии историк заключил, что большинство утраченных документов довоенного периода сохранились в фонде ВИРа благодаря отпускам диктовок.

## Издание документов
В 1980 году В. Д. Есаковым были опубликованы первые результаты исследований, которые вошли в пятый выпуск серии «Научное наследство».
Соавторами стали историк С. Р. Микулинский и генетик Д. К. Беляев.
Эта книжная серия была основана Н. И. Вавиловым выпуск, который стал первым после 15-летнего перерыва, был посвящён основателю серии.
В выпуск вошли 576 писем учёного, из которых большинство считалось утерянными.
Рецензенты дали положительный отзыв, отметив высокую научную значимость публикации и качество работы исследователя.
В. Д. Есаков с С. Р. Микулинским продолжили исследования в этой области, результатом их работы стали новые издания, выпущенные к 100-летию со дня рождения Н. И. Вавилова.
В работе над ними помогала биолог Е. С. Левина (супруга В. Д. Есакова).
Был издан ещё один том эпистолярного наследия академика Вавилова и сборник, в который вошли очерки, воспоминания и новые архивные материалы.
Соавтором сборника очерков и воспоминаний стал Ю. Н. Вавилов (сын учёного).